# Rhotana latipennis
Rhotana latipennis är en insektsart som beskrevs av Walker 1857. Rhotana latipennis ingår i släktet Rhotana och familjen Derbidae. Inga underarter finns listade i Catalogue of Life.

## Bildgalleri

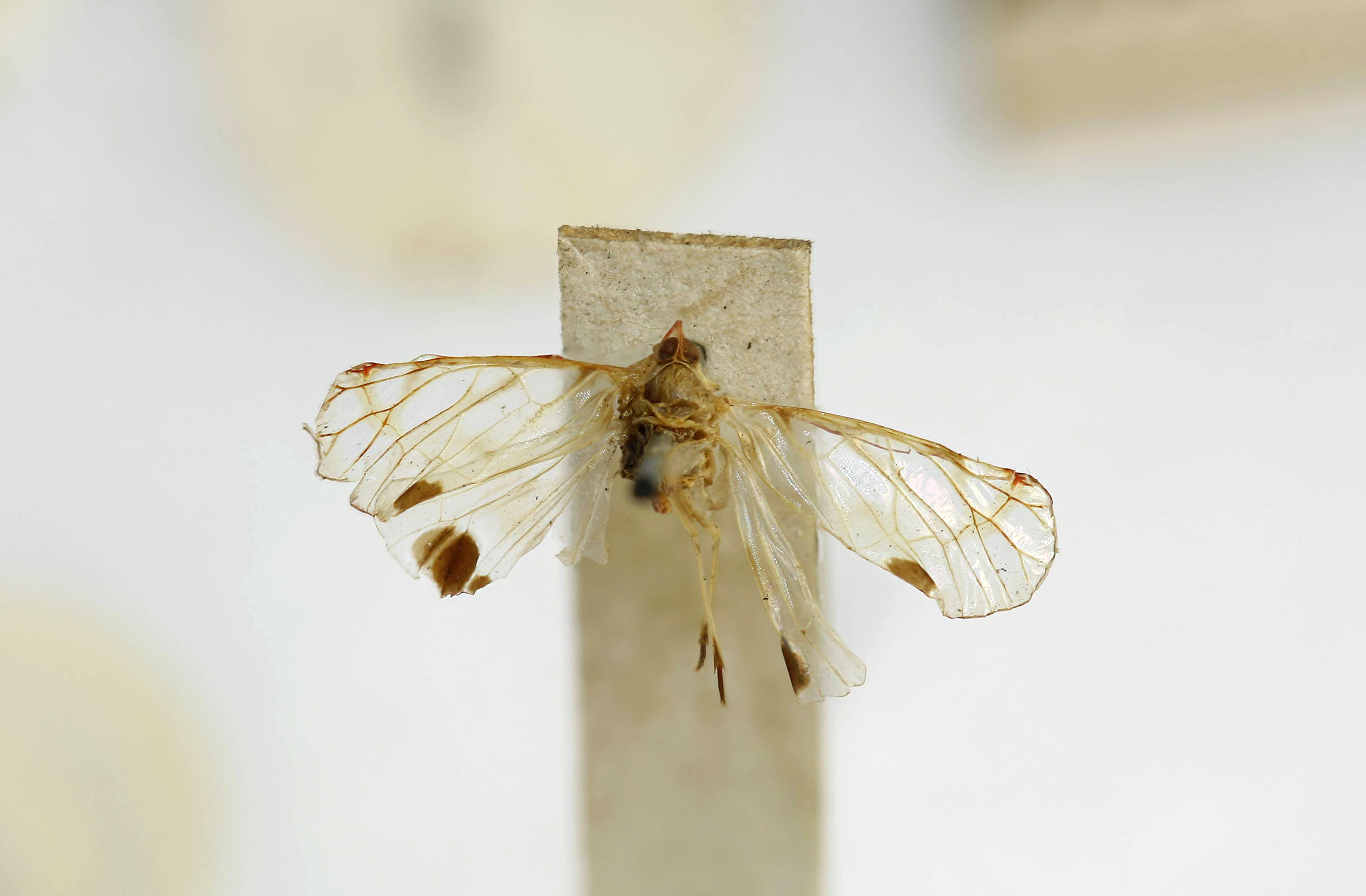
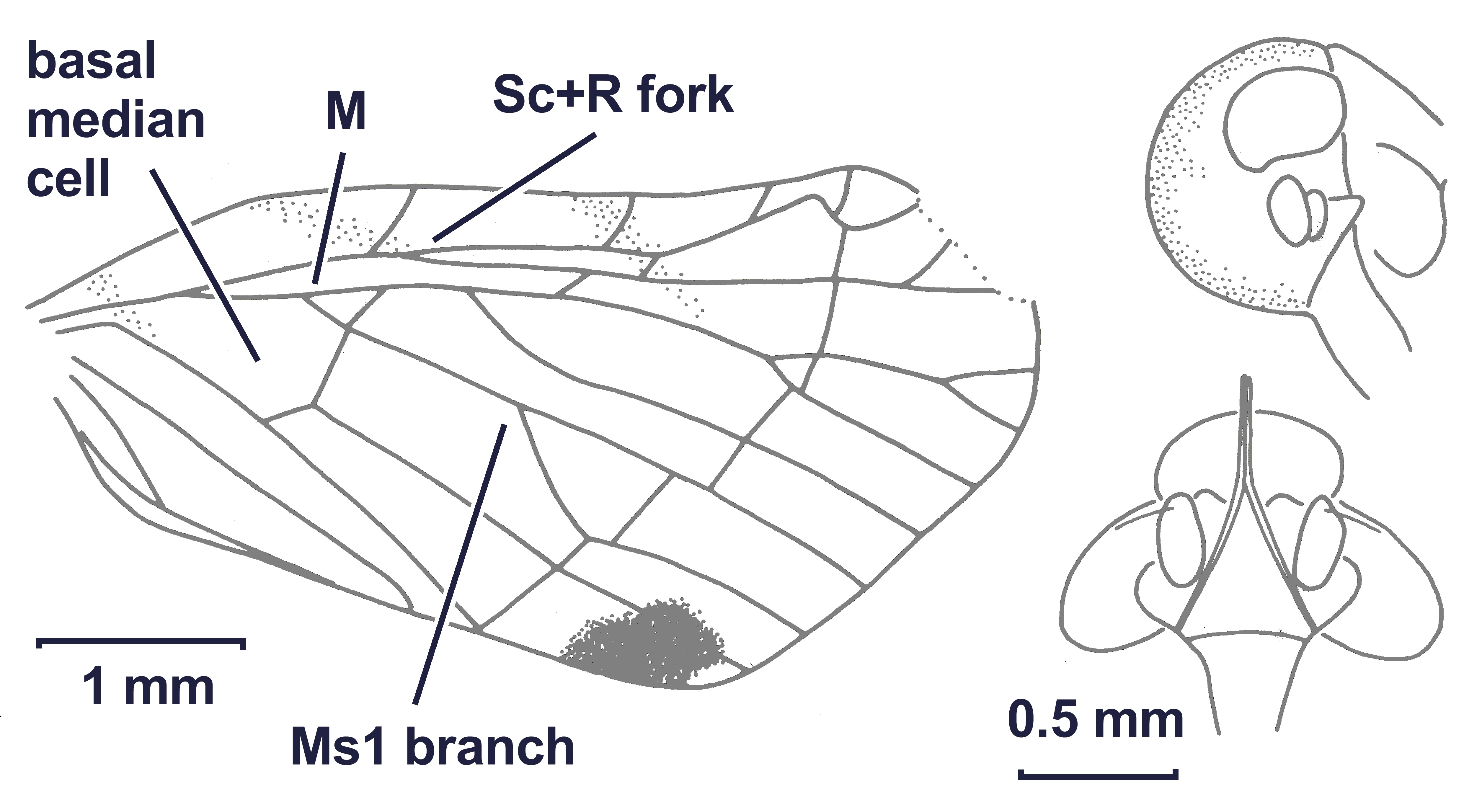